# 富民街道 (梧州市)
富民街道，是中华人民共和国广西壮族自治区梧州市万秀区下辖的一个乡镇级行政单位。

## 行政区划
富民街道下辖以下地区：
傍山社区、大学社区、枣冲社区、富民社区、东山社区、富新社区、富和社区、莲花社区和富康社区。